# Tamsalu
Tamsalu je grad u okrugu Lääne-Virumaa, sjeverna Estoniji. Od Rakverea koji je glavni grad okruga je udaljen 30 km.
Tamsalu ima 2.629 stanovnika (2006.) i površinu od 3,9 km2. Gustoća naseljenosti je 674 stanovnika po km2.
Grad se prvi put spominje 1512. godine, ali je ostao neznatno selo do 1876. Nakon toga se nalazi na željezničkoj liniji od Tartua do Tallinna. Oko željezničkog kolodvora nastalo je veće naselje. Tamsalu 1954. je dobio status velikog sela, a od listopada 1996. godine dobiva gradska prava.
Bivši Estonski ministar socijalnog rada Marko Pomerants rođen je u Tamsaluu.

## Vanjske poveznice
- Službene stranice